# サム・モリソン
サム・モリソン（Sam Morrison、1952年 - ）は、1975年にマイルス・デイヴィスのバンドでソニー・フォーチュンに代わって演奏したアメリカのジャズ・サックス奏者。デイヴィスは「トレーンが俺のバンドに入って以来、これほど燃えるようなサックスを聴いたことがない」と言ったとされている。
1976年、当時24歳のサックス奏者だったサム・モリソンは、イースト・ウィンド（日本）とInner City Records（アメリカ）のためにアルバム『砂丘』を制作し、1977年にリリースした。アルバムでは、アル・フォスターとバスター・ウィリアムスをフィーチャーしている。2003年になり、CDで再発された。モリソンは、フォスターの1978年のアルバム『ミックスド・ルーツ』にも参加している。
1977年のうちに、ナラダ・マイケル・ウォルデンをフィーチャーしたセカンド・アルバム『Natural Layers』（Chiaroscuro Records）が続いてリリースされた。
モリソンは、ギル・エヴァンス、ウディ・ショウ、アンドリュー・チェシャー、日本のジャズ・ミュージシャンである菊地雅章、日野皓正、川崎燎とも共演している。
彼はコロンビア大学を卒業し、アーメン・ドネリアンとマーク・コープランドとのバンドで演奏した。 

## ディスコグラフィ

### リーダー・アルバム
- 『砂丘』 - Dune (1977年、East Wind)
- Natural Layers (1977年、Chiaroscuro)

### 参加アルバム
- 川崎燎 : 『ジュース』 - Juice (1976年、RCA)
- 川崎燎 : 『リング・トス』 - Ring Toss (1977年、Chiaroscuro)
- アル・フォスター : 『ミックスド・ルーツ』 - Al Foster - Mixed Roots (1978年、CBS/Sony)
- 川崎燎 : 『エイト・マイル・ロード』 - Eight Mile Road (1978年、East Wind)
- 菊地雅章 : 『ススト』 - Susto (1981年、CBS/Sony)
- 日野皓正 : 『ダブル・レインボー』 - Double Rainbow (1981年、CBS/Sony)
- 菊地雅章 : 『ワン・ウェイ・トラヴェラー』 - One-Way Traveller (1981年、CBS/Sony)
- エリック・ウッド : Letters From The Earth (1997年、Tangible Music)
- マイルス・デイヴィス : 『ザ・コンプリート・オン・ザ・コーナー・セッションズ』 - The Complete On The Corner Sessions (2007年、Sony BMG)
- マイルス・デイヴィス : 『ニューポートのマイルス・デイビス 1955-1975 - ブートレッグ・シリーズVol.4』 - At Newport 1955-1975 (The Bootleg Series Vol. 4) (2015年、Columbia/Legacy/Sony Music)